# Lost Horizons
Pour les articles homonymes, voir Lost Horizon.
Albums de Abney Park
The Death of Tragedy Dark Christmas
Lost Horizons est le cinquième album du groupe Abney Park, sous titré, The Continuing Adventures of Abney Park. C'est le premier qui peut être qualifié de Steampunk

## Titres
1. "Airship Pirates"
2. "The Emperor’s Wives"
3. "Sleep Isabella"
4. "She"
5. "The Secret Life of Doctor Calgori"
6. "This Dark and Twisty Road"
7. "Herr Drosselmeyer's Doll"
8. "Virus"
9. "I Am Stretched On Your Grave"
10. "Post-Apocalypse Punk"
11. "The Ballad of Captain Robert" (Titre Caché)